# Духовное христианство
Духовное христианство — общее название течений русского религиозного разномыслия (сектантства), отделившееся от православия (за исключением протестантов-штундистов).  Для последователей характерно аллегорическое толкование Библии, отрицание православного богослужения, отрицание церковной иерархии, приближение к народной традиции (в том числе песенной), в повседневной жизни стремление более строго придерживаться библейских заповедей. Согласно опубликованной в 1901 году книги «Распределения старообрядцев и сектантов по толкам и сектам», разработанной статистическим комитетом министерства внутренних дел, духовные христиане относились к так называемым рационалистическим сектам, в противоположность мистическим сектам, таким как скопцы, хлысты и малёванцы. Однако такое деление не соответствует классификации, принятой в современном религиоведении.
По мнению патриарха Кирилла, высказанному им в 2004 году в бытность митрополитом Смоленским и Калининградским, к духовным христианам ошибочно относить старообрядцев, которые являются «исконной ветвью русского Православия».
В Российской империи традиционно к духовным христианам относили следующие течения:
- Беседники
- Дух-и-жизники
- Духоборы
- Максимисты
- Малёванцы
- Молокане
- Новый Израиль (лубковцы)
- Подгорновцы
- Прыгуны
- Скопцы
- Старый Израиль
- Хлысты
- Шалопуты
- Штундисты

Штундисты могут быть отнесены к духовному христианству условно. Происходившие из числа немецких колонистов в России, они стали базой для развития евангельского христианства, рассматриваемого в качестве русской разновидности протестантизма.

## История духовного христианства в Российской империи
В конце XVII — начале XVIII веков в Российской империи возникли небольшие религиозные группы, последователей которых принято называть "духовными христианами". Они близки к учению квакеров. Для всех этих течений свойственна замкнутая жизнь, основанная на идеалах равенства, братства и самосовершенствования. Общая черта их мировоззрения — негативное отношение к церкви как погрязшему в грехе человеческому учреждению, не имеющему святости. Вера, с точки зрения духовных христиан, должна исповедоваться свободно, и никто не имеет права определять её правила. В этом смысле духовные христиане очень сходны с протестантами. Не случайно протестантские течения баптистов, адвентистов, пятидесятников и др., которые начали позже проникать в Россию, в качестве питательной среды использовали именно духовных христиан.
В России последователи этих течений подвергались преследованиям, были вынуждены переселяться в малонаселённые районы, эмигрировали за границу. 17 апреля 1905 года был принят Указ «Об укреплении начал веротерпимости», разрешающий выход из православной церкви. Были отменены законодательные ограничения в отношении старообрядцев и последователей других религиозных течений. Однако, исход духовных христиан из России на этом не закончился. В трудном положении находились эти группы и в советский период.
Среди течений духовных христиан выделяются христововеры (или хлысты), скопцы, духоборы (или духоборцы), молокане, прыгуны и др.
Христоверы считают, что Христос может вселиться в каждого человека, но для этого необходим строгий аскетизм и молитва — «радение», когда верующие приводят себя в состояние религиозного экстаза. Некоторые христоверы бичевали себя или наносили себе увечья (отсюда, возможно, и пошло название — хлысты). Крайняя группа христоверов — скопцов считала вершиной совершенства самооскопление мужчин и женщин. По этому признаку скопцы могут быть отнесены к разряду опасных изуверских сект.
Часть христоверов, объединившись в общество «Новый Израиль», в 1914 году эмигрировала в Уругвай. Сейчас на Северном Кавказе сохранились небольшие группы христоверов. Изредка появляются сообщения и о деятельности скопцов.
Слово «духоборы» можно объяснить двояко: как борцы «за Святой Дух», либо как «борющиеся со Святым Духом» (возможно, так прозвали их деятели Церкви). Последователи этой секты отвергают Церковь, иконы, кресты, выступают за официальное равенство людей. Вместо Библии они читают собственную «Животную книгу» (книгу жизни), которая состоит из псалмов, написанных самими духоборами. В судьбе духоборов принимал участие Л. Н. Толстой: на его средства в конце XIX века были зафрахтованы пароходы для их массового переселения в Канаду.
Часть духоборов живет в России (на Северном Кавказе и в некоторых других районах). В 1991 году состоялся съезд духоборов России, на котором они создали свою организацию.
Название «молокане» тоже объясняется по-разному: от названия реки Молочная до некоего «духовного молока», которым они «питаются». Молокане признают Библию, но, по сравнению с духоборами, их взгляды более умеренны. Во время службы они читают Библию и поют псалмы. Молокане ожидают скорого пришествия Христа и установления Царства Божия на земле.
В мире около 300 тыс. молокан, они живут в США, Канаде, Латинской Америке, Турции. В основном это эмигранты из России. Некоторые молокане сейчас вернулись на Родину. На Северном Кавказе, в Закавказье, на Украине и в Центральной России есть общины молокан.
В 1991 году, так же как и духоборы, молокане России провели свой съезд и объединились в союз.
Ответвлением молокан является секта прыгунов (во время молитвы они приходят в состояние экстаза, в чем сходны с христоверами). В Азербайджане и Армении сохранились небольшие группы верующих этого направления.
Общины христоверов, молокан и духоборов принято называть «старыми русскими сектами», чтобы отличать их от групп протестантов, получивших распространение в более позднее время.